# Izba Pamięci Władysława Reymonta w Kołaczkowie
Izba Pamięci Władysława Reymonta w Kołaczkowie – placówka muzealna o charakterze izby pamięci działająca przy Gminnym Ośrodku Kultury, poświęcona Władysławowi Reymontowi. Zajmuje część I piętra zabytkowego pałacu w Kołaczkowie, w powiecie wrzesińskim, w którym noblista mieszkał w latach 1920–1925.

## Ekspozycja
W placówce prezentowane są meble będące własnością pisarza, wypożyczone z Muzeum Literatury im. Adama Mickiewicza w Warszawie, w tym jadalnia zaprojektowana przez Józefa Czajkowskiego w stylu reminiscencji zakopiańskich, wykonana w zakładach Szczerbińskiego w Warszawie. W gabinecie znajdują się meble w stylu biedermeier, w tym sekretarzyk noblisty.
Na ścianach gabinetu zawieszone zostały fotografie przedstawiające wnętrza biblioteki oraz gabinetu w warszawskim mieszkaniu pisarza, widok altany w parku i alei grabowej. 
W Izbie Pamięci umieszczono kopie listów i kart pocztowych kreślonych ręką Władysława Reymonta, dokumentów ilustrujących starania związane z zakupem Kołaczkowa, plan majątku oraz dokumenty dotyczące jego zarządzania. Na ekspozycji znajdują się ponadto tomy dzieł Reymonta, a także znaczki, kartki pocztowe oraz zdjęcia przedstawiające pisarza. 

## Pomnik
W parku za pałacem znajduje się pomnik przedstawiający Władysława Reymonta z bohaterami powieści Chłopi – Jagną i Boryną. Pomnik powstał w 1977 i został umieszczony w herbie gmina Kołaczkowo.

## Galeria

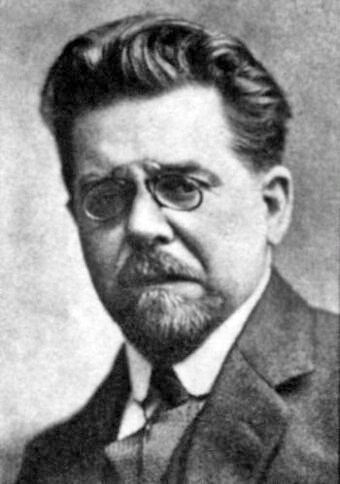
Portret Władysława Reymonta
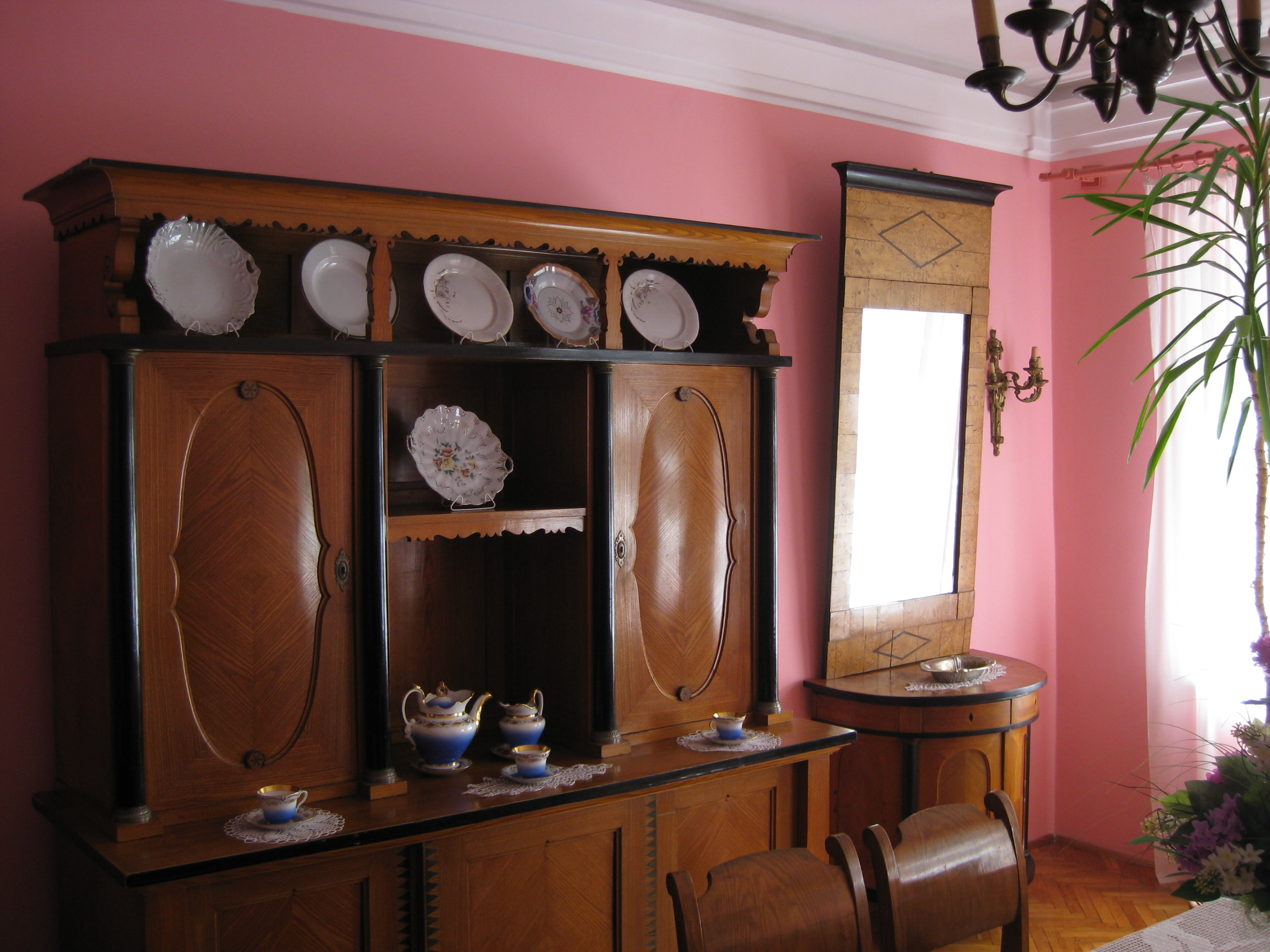
Jadalnia pisarza
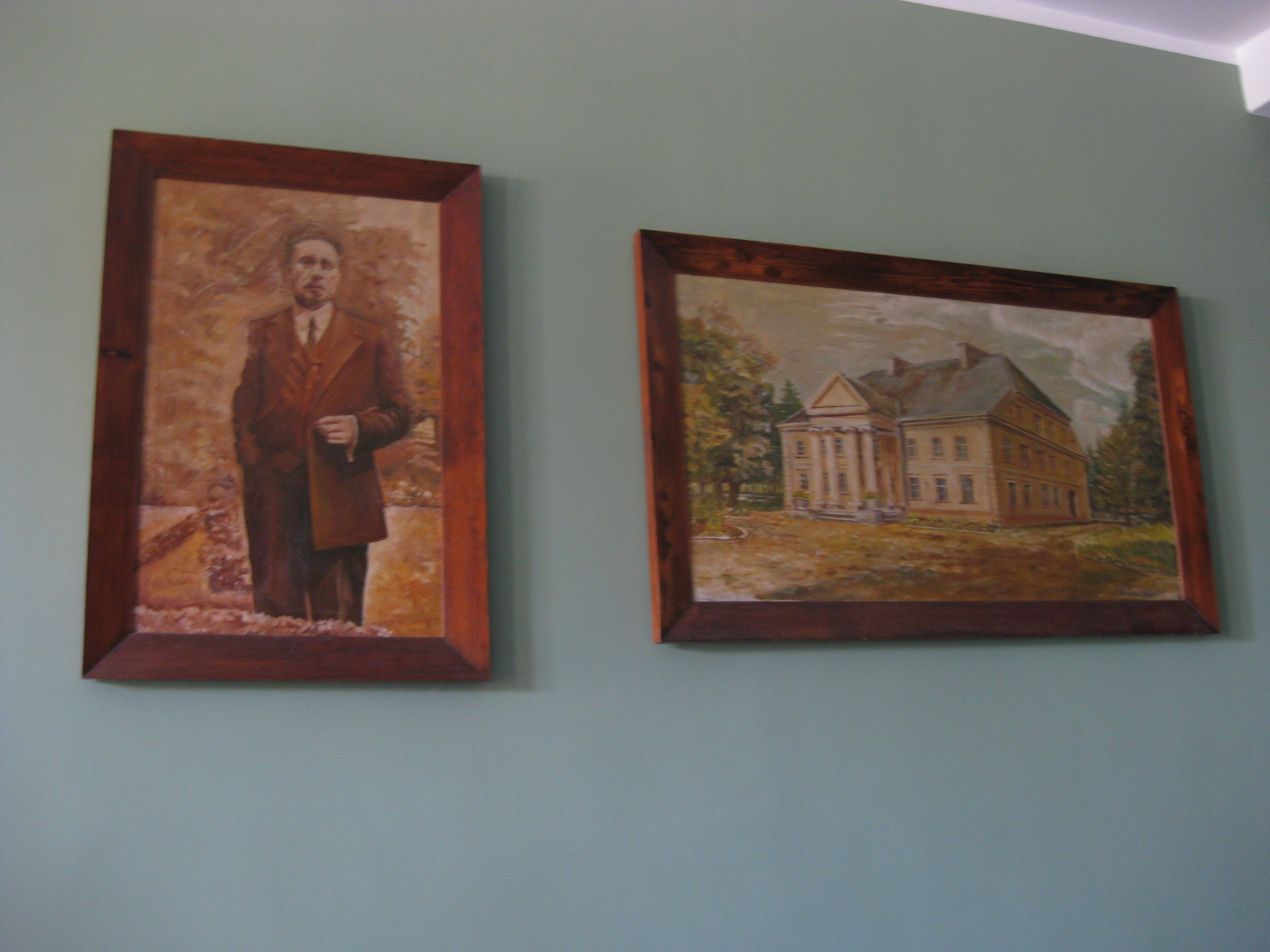
Galeria obrazów
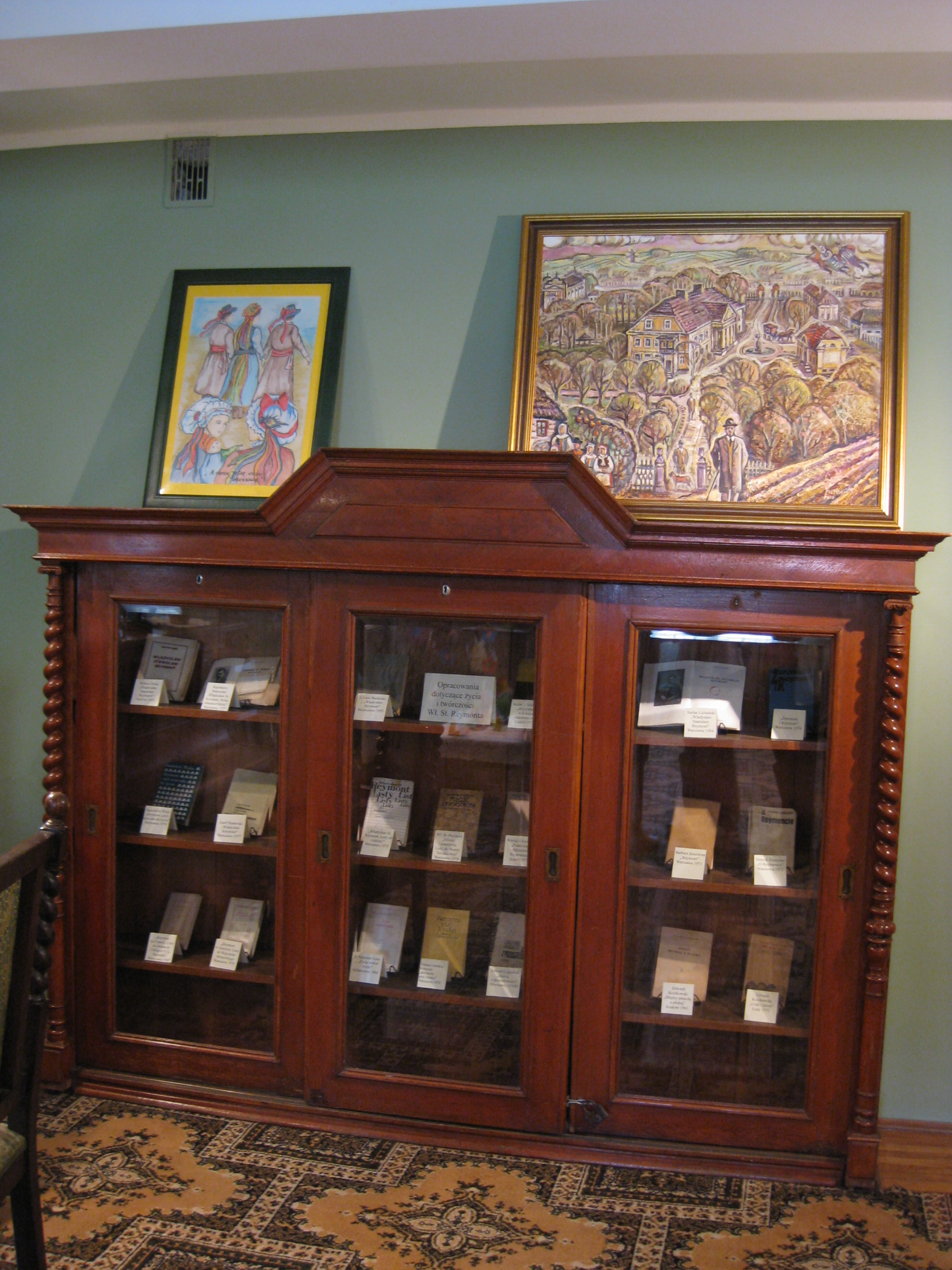
Biblioteczka z działami Władysława Reymonta
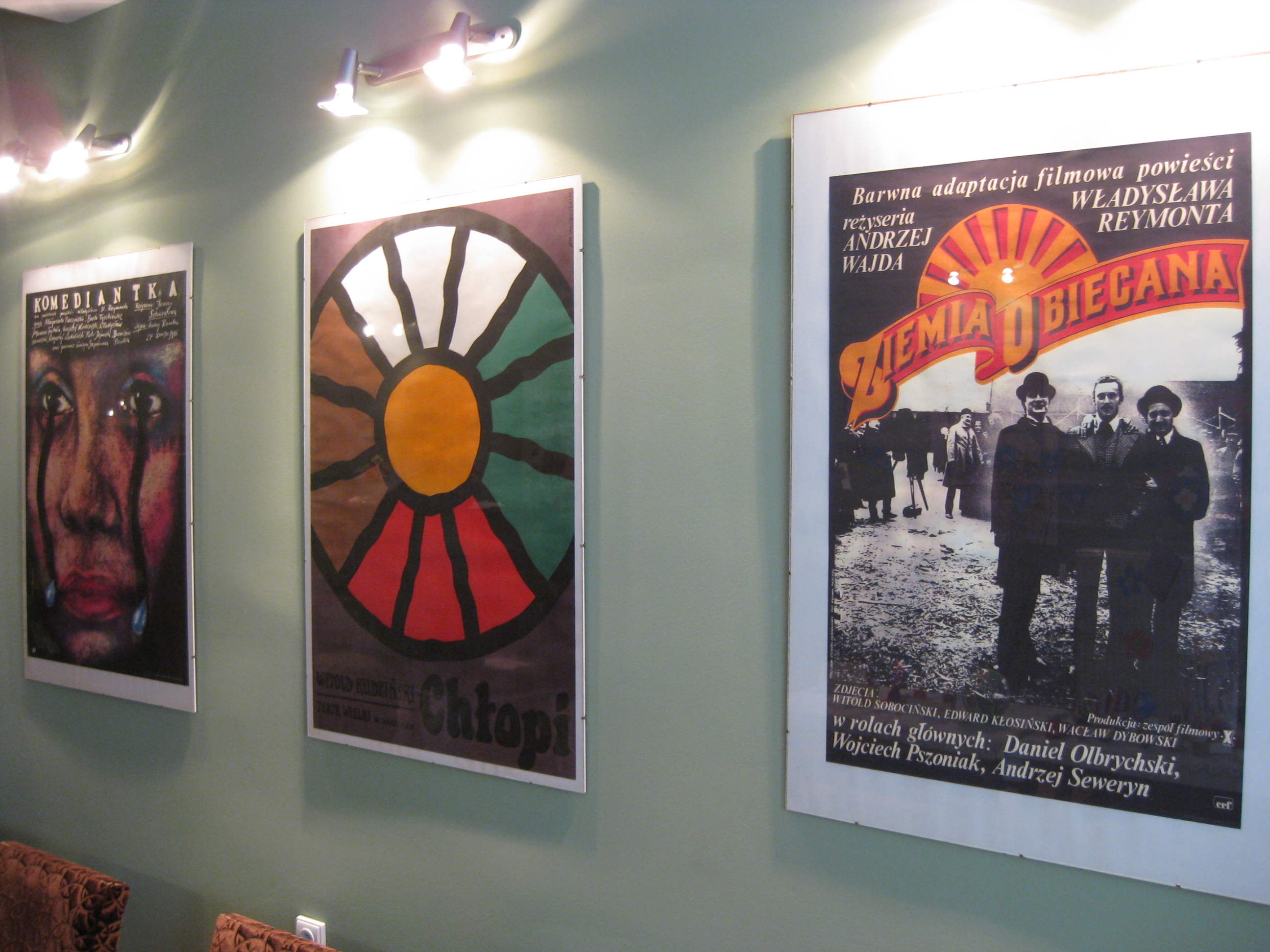
Galeria plakatów z ekranizacji powieści Władysława Reymonta
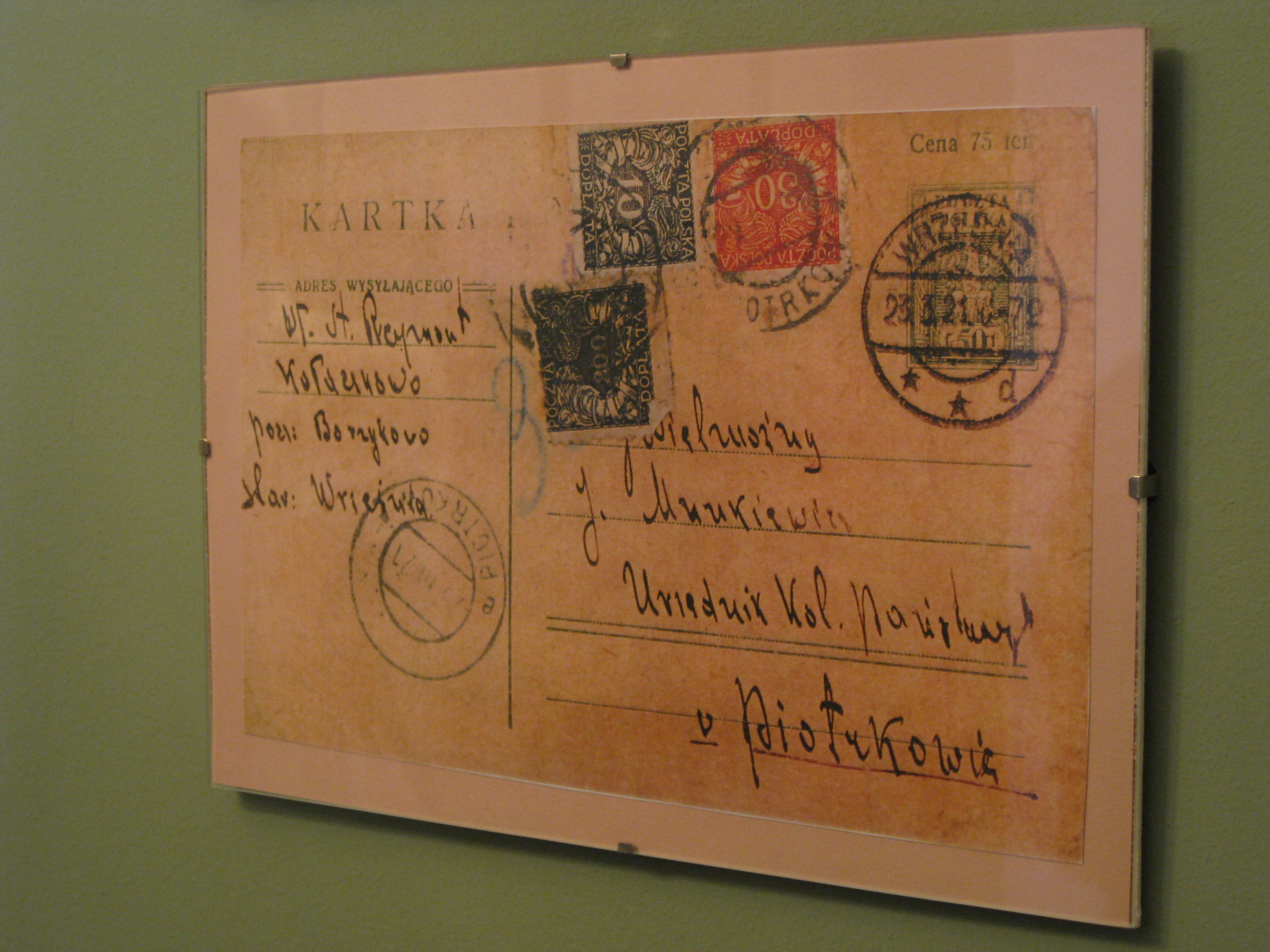
Kopia kartki pocztowej kreślonej ręką Władysława Reymonta
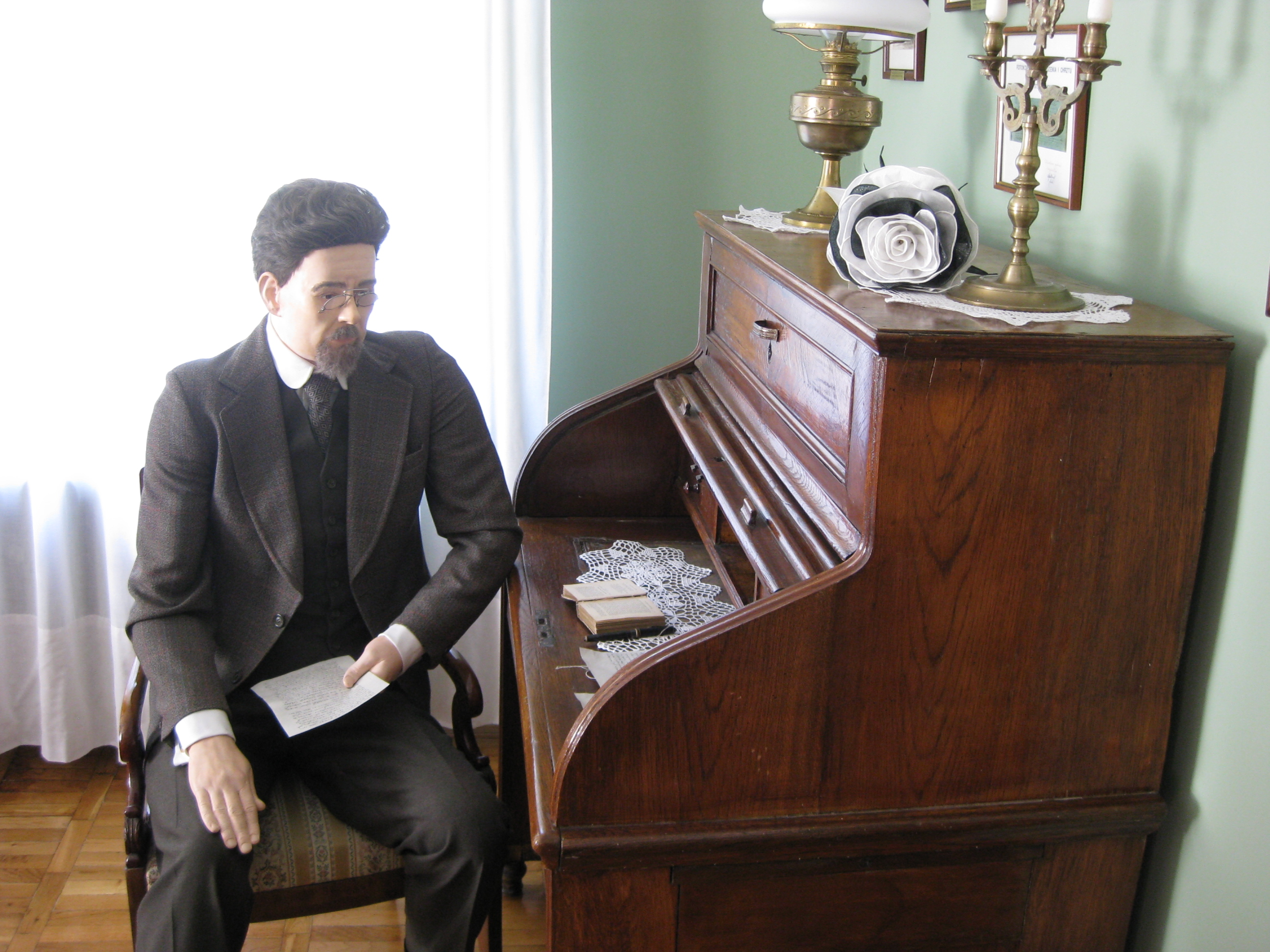
Sekretarzyk noblisty z jego figurą
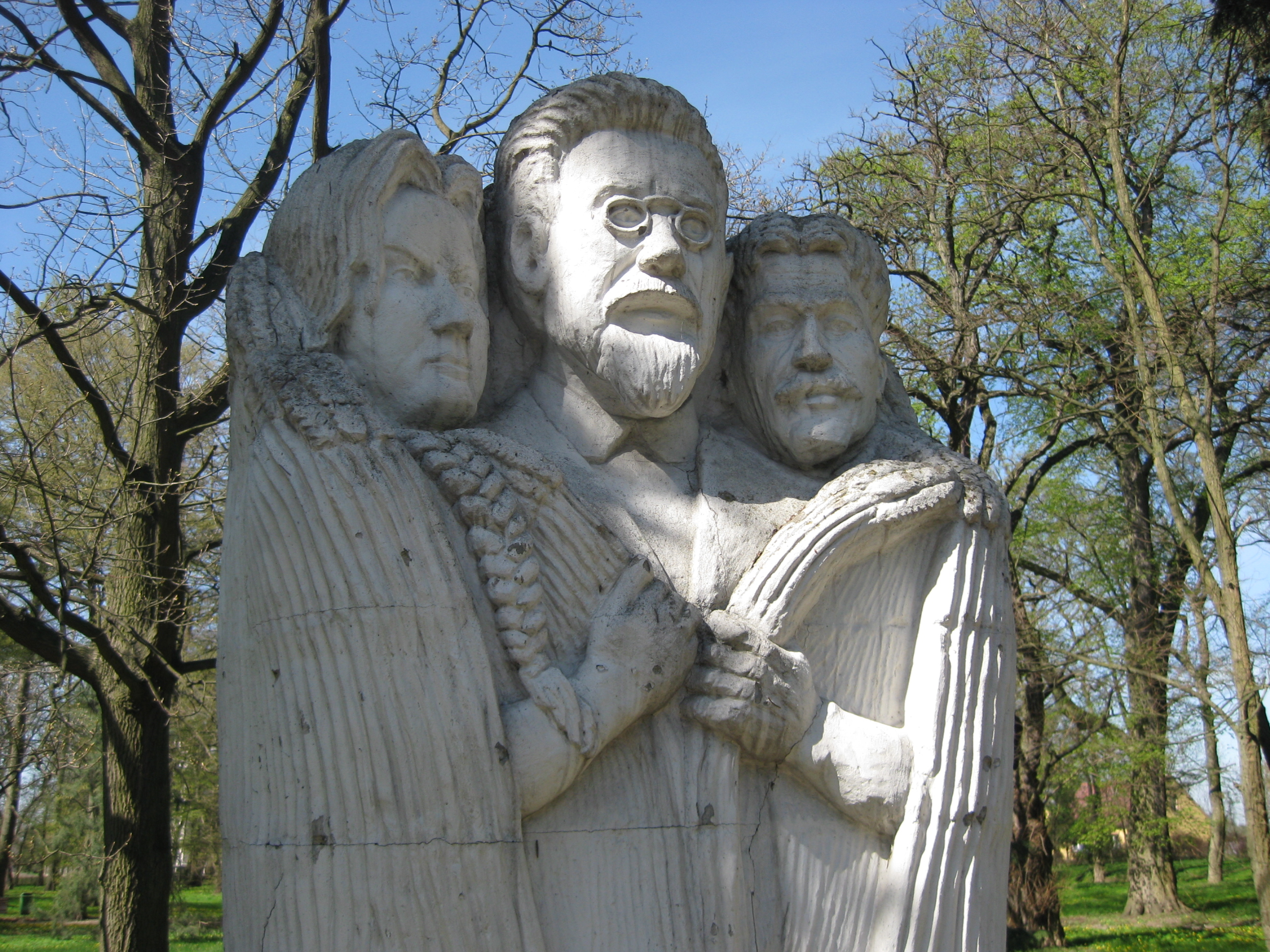
Pomnik Władysława Reymonta w parku pałacowym